# براد بيرغسن
براد بيرغسن (بالإنجليزية: Brad Bergesen)‏ هو لاعب كرة قاعدة أمريكي، ولد في 25 سبتمبر 1985 في كونكورد في الولايات المتحدة.

## وصلات خارجية
- براد بيرغسن على موقع دوري كرة القاعدة الرئيسي (الإنجليزية)
- براد بيرغسن على موقع الدوري الياباني لكرة القاعدة (الإنجليزية)
- براد بيرغسن على موقعبيزبول رفرنس.كوم (الدوري الرئيسي) (الإنجليزية)
- براد بيرغسن على موقعبيزبول رفرنس.كوم (الدوري الثانوي) (الإنجليزية)
- براد بيرغسن على موقع إي إس بي إن.كوم (أم.أل.بي) (الإنجليزية)
- براد بيرغسن على موقع مشجعي الرسوم البيانية (الإنجليزية)